# Theodor Fischer

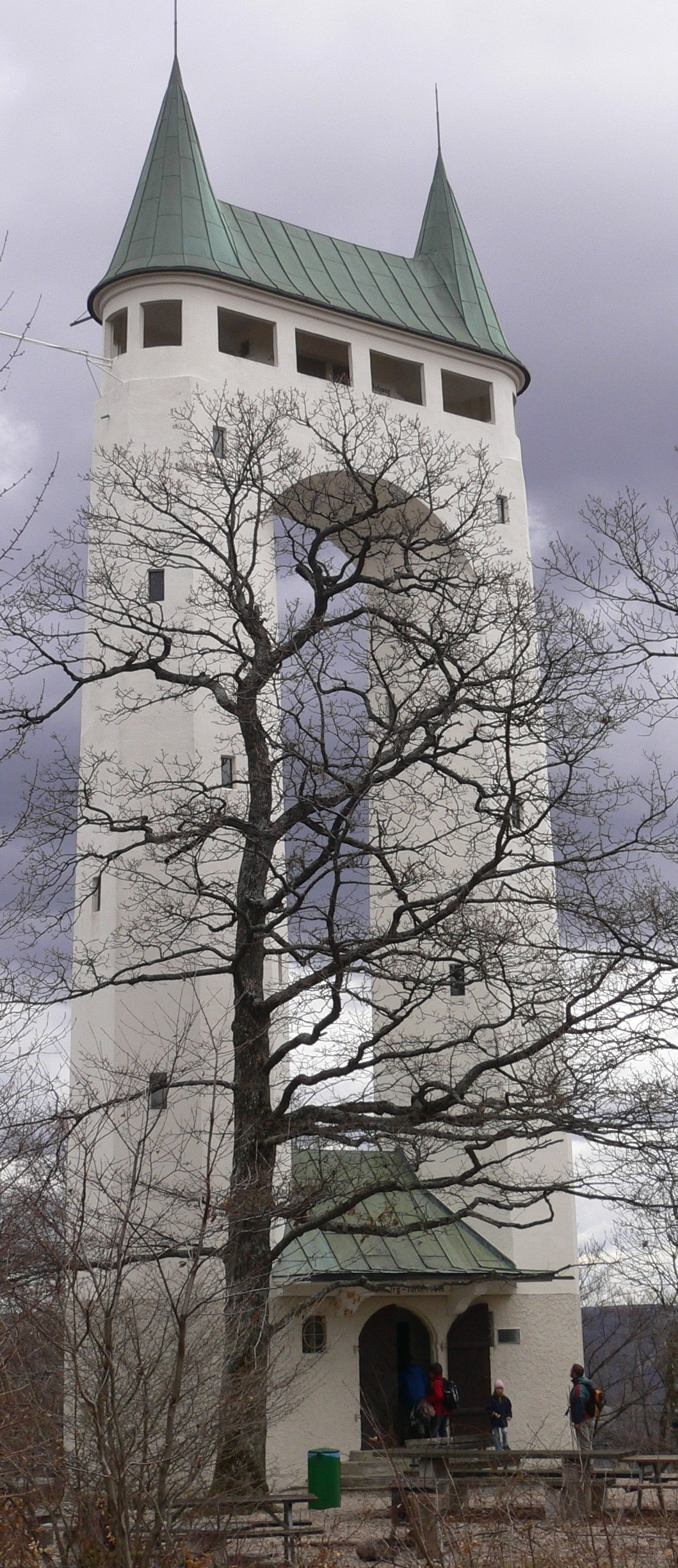
wieża na górze Schönberg Schönbergturm pod Pfullingen według projektu Theodora Fischera

Theodor Fischer (ur. 28 maja 1862 w Schweinfurcie, zm. 25 grudnia 1938 w Monachium) – niemiecki architekt i urbanista.

## Życiorys
Theodor Fischer studiował architekturę w Monachium w latach 1880–1885. Był uczniem Friedricha von Thierscha, jednak szybko odrzucił jego historyzm i opuścił uczelnię bez dyplomu. W latach 1886–1889 pracował w biurze projektowym Paula Wallota, pracującym nad realizacją gmachu Reichstagu w Berlinie. Następnie prowadził wspólne biuro z Richardem Reuterem z Drezna (1889–1892) oraz współpracował z Gabrielem von Seidlem w Monachium.
W 1893 został przewodniczącym działu rozbudowy miasta w urzędzie miejskim w Monachium, funkcję tę pełnił do 1901. Stworzył w tym czasie generalny plan zabudowy Monachium, który był w mocy aż do II wojny światowej, zaś przepisy o strefowaniu (niem.Staffelbauordnung) zachowały ważność aż po lata 90. XX wieku. W latach 1901–1908 był profesorem projektowania i urbanistyki na Uniwersytecie w Stuttgarcie i stał się współzałożycielem szkoły stuttgarckiej. W 1907 był współzałożycielem Werkbundu, którego był pierwszym przewodniczącym (1907–1909). W 1908 Fischer otrzymał powołanie na Uniwersytet Techniczny w Monachium jako profesor architektury, rok później rozpoczął tam pracę. Wtedy też otrzymał doktorat honoris causa od Uniwersytetu w Jenie. W 1919 został członkiem Akademii Sztuk Pięknych w Berlinie, a w 1928 przeszedł na emeryturę. Został pochowany na Cmentarzu Leśnym w Monachium.
Styl Fischera odrzucał zarówno historyzm, jak i secesję. Architekt brał pod uwagę miejscowe czynniki topograficzne i kulturowe, zwracał uwagę na społeczny odbiór architektury.
Do uczniów Fischera należą m.in.: Dominikus Böhm, Hugo Häring, Ernst May, Erich Mendelsohn, J.J.P. Oud i Paul Schmitthenner. Asystentem Fischera był Paul Bonatz, a jednym z jego pracowników Bruno Taut.

## Wybrane dzieła
- 1899–1901 – ewangelicki Kościół Zbawiciela w Monachium[1]
- 1903–1908 – gmach Uniwersytetu w Jenie[6]
- 1906–1911 – kościół garnizonowy w Ulm (pionierskie zastosowanie betonu do konstrukcji hali świątyni)[7][8]
- 1909–1913 – galeria sztuki (tzw. Kunstgebäude) przy placu Zamkowym w Stuttgarcie[9]
- 1912–1915 – Heskie Muzeum Krajowe w Wiesbaden[1]
- 1918–1930 – osiedle mieszkaniowe Alte Heide w Monachium[10]
- 1925–1926 – kościół ewangelicki w Planegg[1]

## Upamiętnienie
Centralny Instytut Historii Sztuki (niem. Zentralinstitut für Kunstgeschichte) w Monachium przyznaje corocznie od 2002 nagrodę im. Theodora Fischera dla młodych historyków sztuki w uznaniu ich badań nad historią architektury XIX i XX wieku.